# Ескиполос
 Тази статия е за селото в Източна Тракия.  За селото в Южна Бесарабия вижте Ескиполос (Украйна).  
Ескиполос, още Ески Полос или Полос (на турски: Yoğuntaş, Йогунташ), е село в Източна Тракия, Турция, Околия Лозенград, Вилает Лозенград.

## География
Селото се намира в южното подножие на Странджа на 15 километра северозападно от вилаетския център Лозенград (Къркларели).

## История
В 19 век Ескиполос е смесено село в Одрински вилает на Османската империя. В 1830 година то има 130 български и 130 гръцки къщи. По време на Руско-турската война от 1828-1829 година Ескиполос попада в областта, окупирана от руските войски. Както и при много други селища в Тракия, след края на войната голяма част от жителите на селото се изселват в Руската империя, страхувайки се от отмъщението на мюсюлманите. Изселниците се установяват в Бесарабия, където основават село Ескиполос (Глибоке).
В 1878 в селото има 26 български и 135 гръцки къщи, а в 1912 - 40 български и 160 гръцки къщи. Според „Етнография на вилаетите Адрианопол, Монастир и Салоника“, издадена в Константинопол в 1878 година и отразяваща статистиката на населението от 1873 Полус (Polus) е село със 135 домакинства и 316 жители гърци. Според статистиката на професор Любомир Милетич в 1912 година в Полос живеят 20 български патриаршистки семейства и 160 гръцки.
При избухването на Балканската война в 1912 година един човек от Полос е доброволец в Македоно-одринското опълчение. По време на войната, в хода на Лозенградската операция Ескиполос и околностите му са сцена на драматични сражения между българската и османската армия. На 9 и 10 октомври 1912 година край селото се води сражение между части на Четвърта пехотна преславска дивизия и турския ІІІ корпус. С удар на нож българският 44 пехотен полк отхвърля части от турската Афион-Карахисарска дивизия, разположени на юг от Ескиполос.
Българското и гръцкото население на Ескиполос се изселва след Междюсъюзническата война в 1913 година.

## Личности
Родени в Ескиполос
- Яне Николов (Яни, 1887 – ?), македоно-одрински опълченец, 4 рота на 10 прилепска дружина, 3 рота на 11 сярска дружина[8]